# Stypommisa anoriensis
Stypommisa anoriensis är en tvåvingeart som beskrevs av David Fairchild och Wilkerson 1986. Stypommisa anoriensis ingår i släktet Stypommisa och familjen bromsar.
Artens utbredningsområde är Colombia. Inga underarter finns listade i Catalogue of Life.